# Волынка (Курская область)
Волы́нка — посёлок в Рыльском районе Курской области. Входит в Пригородненский сельсовет. Родина русского писателя Даниила Гранина.

## География
Посёлок находится в бассейне Сейма, в 106 км западнее Курска, в 4,5 км севернее районного центра — города Рыльск, в 2,5 км от центра сельсовета — Пригородняя Слободка.
Климат
Волынка, как и весь район, расположен в поясе умеренно континентального климата с тёплым летом и относительно тёплой зимой (Dfb в классификации Кёппена).

## Население
| 2002 | 2010 |
| ---- | ---- |
| 12   | ↘6   |

## Инфраструктура
Личное подсобное хозяйство.

## Транспорт
Волынка находится в 2 км от автодороги регионального значения 38К-017 (Курск — Льгов — Рыльск — граница с Украиной) и в 1,5 км от 38К-040 (Хомутовка — Рыльск — Глушково — Тёткино — граница с Украиной), в 5 км от ближайшей ж/д станции Рыльск (линия 358 км — Рыльск). Остановка общественного транспорта.
В 172 км от аэропорта имени В. Г. Шухова (недалеко от Белгорода).